# Saison 1985-1986 du SC Abbeville
Maillots
Chronologie
Saison précédente Saison suivante
La saison 1985-1986 du SC Abbeville est la sixième saison de ce club de football samarien en deuxième division du championnat de France, après son maintien l'année précédente.
Georges Eo entraîne le club lors de cette saison. Il est entraîneur du club depuis juillet 1985 et le départ de Pierre Garcia. Il compte sur des joueurs présents depuis plusieurs années, tels Michel Gomel, natif d'Abbeville ou l'attaquant William Leboucher, mais aussi Alain Bouflet. Les recrues Daniel Kutermak et Patrick Gonfalone occupent également un rôle central dans l'équipe abbevilloise.

## Avant-saison

### Transferts

#### Mercato d'été
| Joueur             | P.    | Club                        | Transfert           |
| ------------------ | ----- | --------------------------- | ------------------- |
| Arrivées           |       |                             |                     |
| Patrick Aldaya     | A     | US Valenciennes-Anzin (D2)  | Transfert           |
| Ludovic Ali Kparah | M     | Bénin                       | Premier contrat pro |
| Denis André        | M     | ?                           | Premier contrat pro |
| Régis Dzieciol     | D     | Vic-sur-Aisne (DH)          | Premier contrat pro |
| Georges Eo         | Entr. | AS Red Star (D2)            | Fin de contrat      |
| Patrick Gonfalone  | A     | CO Saint-Dizier (D3)        | Fin de contrat      |
| Xavier Hocquet     | G     | ?                           | Premier contrat pro |
| Daniel Kutermak    | M     | AS Red Star (D2)            | Fin de contrat      |
| Bernard Samson     | M     | Stade rennais FC (D2)       | Prêt                |
| Franck Urbaniak    | G     | Olympique Saint-Quentin     | Premier contrat pro |
| Mwinyi Zahira      | M     | K Rupel Boom FC ( Belgique) | Fin de contrat      |
| Patrick Zagar      | D     | RC Paris (D1)               | Fin de contrat      |

| Joueur           | P.    | Club                  | Transfert      |
| ---------------- | ----- | --------------------- | -------------- |
| Départs          |       |                       |                |
| Luc Blondel      | M     | ES Aumale (PH)        | Fin de contrat |
| Thierry Dalbart  | A     | US Melun (D3)         | Fin de contrat |
| Sadou Do Rego    | A     | FC Rouen (D2)         | Fin de contrat |
| Pierre Garcia    | Entr. | Stade quimpérois (D2) | Fin de contrat |
| Laurent Labarthe | D     | ESC Longueau (DH)     | Fin de contrat |
| Zbigniew Seweryn | M     |                       | Retraite       |
| Georges Tournay  | M     | CS Louhans-Cuiseaux   | Fin de contrat |
| Pascal Tournelle | A     | ?                     | Fin de contrat |
| Marc Westerloppe | A     | Amiens SC (D3)        | Fin de contrat |

## Matchs officiels de la saison
Le tableau ci-dessous retrace dans l'ordre chronologique les 36 rencontres officielles jouées par le SC Abbeville durant la saison. Le club abbevillois a participé aux 34 journées du championnat ainsi qu'à deux tours de Coupe de France.
À la fin la saison, Abbeville a remporté 13 matchs, en a perdu 17 et a fait 6 matchs nuls.

## Affluences
Affluence du SC Abbeville à domicile

## Équipe réserve
L'équipe réserve du SC Abbeville sert de tremplin vers le groupe professionnel pour les jeunes du centre de formation mais permet également à certains joueurs non alignés avec l'équipe professionnelle d'avoir du temps de jeu. L'équipe réserve est également utilisée fréquemment par des professionnels en phase de reprise à la suite d'une blessure. Pour cette saison, l'équipe B d'Abbeville évolue en Division Honneur de la Ligue de Picardie.